# Didier de Radiguès
Didier de Radiguès (ur. 27 marca 1958 w Leuven) – belgijski motocyklista.

## Kariera

### 250 cm³
W MMŚ Didier zadebiutował w 1980 roku, podczas GP Holandii. Udział w rywalizacji ćwierćlitrówek powtórzył w GP Niemiec. Zajął w nich odpowiednio dziewiąte i szóste miejsce, dzięki czemu w klasyfikacji generalnej uplasował się na 18. pozycji. Dosiadał wówczas motocykl Yamahy.
W kolejnym sezonie wystartował w siedmiu rundach. Reprezentując ekipę Johnson-Yamaha, we wszystkich wyścigach dojechał w czołowej dziesiątce, najwyżej plasując się podczas GP Czech, gdzie zajął czwartą lokatę. Zdobyte punkty sklasyfikowały go na 9. miejscu.
W 1982 roku Belg wziął udział w czterech eliminacjach, w zespole Chevallier-Yamaha. Zaprezentował mocne osiągi, będąc trzykrotnie na podium. W GP Jugosławii sięgnął po pierwsze w karierze pole position oraz zwycięstwo. Po raz drugi z pierwszej pozycji startował podczas GP Finlandii. Ostatecznie zmagania zakończył na 6. lokacie.
Drugi sezon współpracy z ekipą był najlepszym rokiem w karierze de Radiguèsa. W ciągu dziesięciu wyścigów, czterokrotnie meldował się w czołowej trójce, stając na najwyższym stopniu podczas GP Belgii. Tyle samo razy startował również z pole position. W klasyfikacji końcowej znalazł się na 3. pozycji.
Do serii powrócił w roku 1989. Dosiadając motocykl Aprilii, nie miał jednak udanego sezonu, w którym pięciokrotnie zameldował się w pierwszej dziesiątce. Najlepszy wynik osiągnął w GP Austrii, gdzie zajął piątą pozycję. Podczas zmagań w Belgii uzyskał pole position, jednakże w wyścigu nie dojechał do mety. Uzyskane punkty uplasowały go na 12. miejscu.
Ostatni sezon w pośredniej kategorii był niewiele bardziej udany dla Didiera. Tym razem sześciokrotnie znalazł się w czołowej dziesiątce, a podczas GP Belgii po raz ostatni w karierze stanął na podium, zajmując drugie miejsce. Pomimo większej zdobyczy punktowej, w klasyfikacji końcowej ponownie usytuował się na 12. lokacie.

### 350 cm³
W kategorii 350 cm³ Belg zadebiutował w 1981 roku, podczas GP Wielkiej Brytanii. Reprezentując ekipę Johnson-Yamaha, zmagania zakończył na wysokim czwartym miejscu. Ostatecznie rywalizację ukończył na 17. pozycji.
W kolejnym roku de Radiguès ścigał się w barwach zespołu Chevallier-Yamaha. Didier spisał się znakomicie, będąc na podium we wszystkich pięciu rundach, z czego dwukrotnie na najwyższym stopniu (w GP Narodów i Czech). Dzięki zdobytym punktom ostatnim w historii serii został wicemistrzem świata.

### 500 cm³
W 1983 roku Didier zadebiutował w najwyższej kategorii 500 cm³. Dosiadając motocykl Hondy, sześciokrotnie przystąpił do rywalizacji, jednak w żadnym z wyścigów nie dojechał w czołowej dziesiątce.
W kolejnym sezonie Belg podpisał kontrakt z zespołem Elf-Chevallier Honda. Już w pierwszej rundzie (o GP RPA) de Radiguès znalazł się na czwartym miejscu. Dalsza część rywalizacji nie układała się jednak po myśli Didiera, który zaledwie cztery razy dojechał do mety (trzykrotnie w czołowej szóstce). Zdobyte punkty sklasyfikowały go na 9. pozycji.
W roku 1985 sytuacja diametralnie się zmieniła i Didier w zaledwie dwóch rundach nie przeciął linii mety. We wszystkich ukończonych wyścigach reprezentant Belgii dojeżdżał w czołowej dziesiątce, najlepszą lokatę uzyskując podczas GP Wielkiej Brytanii, gdzie zmagania zakończył na czwartej pozycji. W klasyfikacji generalnej uplasował się na 8. miejscu.
W sezonie 1986 Belg startował w ekipie Rollstar-Honda. Podczas GP Wielkiej Brytanii po raz pierwszy w karierze stanął na podium, zajmując drugą pozycję. Pomimo absencji w trzech eliminacjach oraz nieznacznie mniejszego dorobku punktowego, zmagania zakończył na 7. lokacie.
W kolejnym roku startów de Radiguès przeniósł się do zespołu korzystającego z motocykli Cagiva. Słabsza maszyna znacząco wpłynęła na rezultaty uzyskiwane przez Didiera. Belg w zaledwie czterech rundach zdobył punkty. Najlepiej zaprezentował się podczas GP Brazylii, w którym znalazł się na czwartej lokacie. Skromny dorobek punktowy sklasyfikował go na 12. pozycji.
W 1987 roku związał się z bardziej konkurencyjną ekipą – Marlboro-Yamaha. Osiągi Didiera znacznie poprawiły, gdyż w większości wyścigach uplasował się w czołowej ósemce. W GP Australii po raz ostatni w karierze zameldował się w pierwszej trójce, zajmując drugą lokatę, uzyskując przy tym najszybsze okrążenie wyścigu. Pula ponad stu punktów zagwarantowała mu 7. miejsce w klasyfikacji końcowej.
Do królewskiej klasy powrócił w sezonie 1991. Reprezentując stajnię Lucky Strike-Suzuki, tylko w jednej rundzie nie dojechał do mety. Dziesięciokrotnie znalazł się w czołowej ósemce, najwyższą pozycję osiągając podczas GP Holandii, gdzie zajął piąte miejsce. Ostatecznie zmagania zakończył na 8. lokacie, będąc jednak wyraźnie w cieniu swojego partnera Kevina Schwantza, który wygrał pięć wyścigów i w klasyfikacji zajął 3. pozycję. W grudniu osiągnął sukces, w postaci zwycięstwa w Grand Prix Makau. Po tym sezonie Didier zakończył karierę motocyklową.

### Wyścigi samochodowe
Po zakończeniu kariery motocyklowej, reprezentant Belgii postanowił spróbować swych sił w wyścigach wytrzymałościowych. W 1997 roku wraz z rodakiem Markiem Duezem oraz Francuzem Érikiem Hélarym zwyciężył w 24-godzinnym wyścigu na torze Spa-Francorchamps. W latach 1998–2002 rywalizował w 24h Le Mans. Partnerowali mu m.in. były motocyklowy mistrz świata Wayne Gardner oraz były kierowca Formuły 1 Emanuele Naspetti. Żadnego z wyścigów jednak nie ukończył.
W 2001 roku brał udział w mistrzostwach American Le Mans Series. Startując w klasie LMP675, osiągnął ogromny sukces w postaci sześciu zwycięstw i ostatecznie mistrzostwa serii. Wygraną odniósł z różnymi kierowcami – rodakami Erikiem van de Poele oraz Bruno Lambertem, Wenezuelką Milką Duno i Kanadyjczykiem Johnem Grahamem.

### Statystyki
System punktowy od 1969 do 1987:
| Pozycja | 1  | 2  | 3  | 4 | 5 | 6 | 7 | 8 | 9 | 10 |
| Punkty  | 15 | 12 | 10 | 8 | 6 | 5 | 4 | 3 | 2 | 1  |

System punktowy od 1988 do 1992:
| Pozycja | 1  | 2  | 3  | 4  | 5  | 6  | 7 | 8 | 9 | 10 | 11 | 12 | 13 | 14 | 15 |
| Punkty  | 20 | 17 | 15 | 13 | 11 | 10 | 9 | 8 | 7 | 6  | 5  | 4  | 3  | 2  | 1  |

| Rok  | Klasa   | Zespół               | Motocykl      | 1      | 2      | 3      | 4      | 5      | 6      | 7      | 8      | 9      | 10     | 11     | 12     | 13     | 14     | 15     | Punkty | Pozycja |
| ---- | ------- | -------------------- | ------------- | ------ | ------ | ------ | ------ | ------ | ------ | ------ | ------ | ------ | ------ | ------ | ------ | ------ | ------ | ------ | ------ | ------- |
| 1980 | 250 cm³ | Yamaha               | TZ250         | NAT -  | ESP -  | FRA -  | YUG -  | NED 8  | BEL -  | FIN -  | GBR -  | CZE -  | GER 6  |        |        |        |        |        | 8      | 18      |
| 1981 | 250 cm³ | Johnson-Yamaha       | TZ250         | ARG 9  |        | GER -  | NAT -  | FRA -  | ESP -  |        | NED 10 | BEL 5  | RSM 10 | GBR 6  | FIN -  | SWE 8  | CZE 4  |        | 26     | 9       |
| 1981 | 350 cm³ | Johnson-Yamaha       | TZ350         | ARG -  | AUT -  | GER -  | NAT -  |        |        | YUG -  | NED -  |        |        | GBR 4  |        |        | CZE -  |        | 8      | 17      |
| 1982 | 250 cm³ | Chevallier-Yamaha    | TZ250         |        |        | FRA -  | ESP -  | NAT -  | NED -  | BEL 3  | YUG 1  | GBR 10 | SWE -  | FIN 2  | CZE -  | RSM -  | GER -  |        | 38     | 6       |
| 1982 | 350 cm³ | Chevallier-Yamaha    | TZ350         | ARG 3  | AUT -  | FRA 2  |        | NAT 1  | NED -  |        |        | GBR 2  |        | FIN -  | CZE 1  |        | GER -  |        | 64     | 2       |
| 1983 | 250 cm³ | Chevallier-Yamaha    | TZ250         | RSA 2  | FRA 4  | NAT 9  | GER 3  | ESP NS | AUT 2  | YUG NS | NED 7  | BEL 1  | GBR 9  | SWE 8  |        |        |        |        | 68     | 3       |
| 1983 | 500 cm³ | Honda                | Honda NS500   | RSA -  | FRA NS | NAT -  | GER -  | ESP 13 | AUT -  | YUG -  | NED -  | BEL NS | GBR NS | SWE 20 | RSM NS |        |        |        | 0      | -       |
| 1984 | 500 cm³ | Elf-Chevallier Honda | Honda NS500   | RSA 4  | NAT 12 | ESP NS | AUT NS | GER NS | FRA 6  | YUG 6  | NED NC | BEL NS | GBR NS | SWE NS | RSM 5  |        |        |        | 24     | 9       |
| 1985 | 500 cm³ | Elf-Honda            | Honda NS500   | RSA 7  | ESP 6  | GER 5  | NAT 10 | AUT 6  | YUG 7  | NED 6  | BEL 7  | FRA NS | GBR 4  | SWE 6  | RSM NC |        |        |        | 47     | 8       |
| 1986 | 500 cm³ | Rollstar-Honda       | Honda NS500   | ESP -  | NAT 5  | GER 5  | AUT -  | YUG -  | NED 9  | BEL 7  | FRA 8  | GBR 2  | SWE 6  | RSM 7  |        |        |        |        | 42     | 7       |
| 1987 | 500 cm³ | Cagiva               | Cagiva GP500  | JPN NS | ESP NS | GER 12 | NAT NS | AUT 12 | YUG -  | NED 6  | FRA NS | GBR 6  | SWE 8  | CZE 12 | RSM NS | POR NS | BRA 4  | ARG NS | 21     | 12      |
| 1988 | 500 cm³ | Marlboro-YYamaha     | Yamaha YZR500 | JPN 9  | USA 8  | ESP 8  | EXP 6  | NAT NS | GER 7  | AUT 2  | NED 12 | BEL 4  | YUG 6  | FRA 7  | GBR 7  | SWE 7  | CZE NS | BRA 9  | 120    | 7       |
| 1989 | 250 cm³ | Aprilia              | RS250         | JPN 14 | AUS 9  | USA 14 | ESP NS | NAT NS | GER NS | AUT 5  | YUG NS | NED 6  | BEL NS | FRA 9  | GBR NS | SWE 7  | CZE 13 | BRA NS | 51     | 12      |
| 1990 | 250 cm³ | Aprilia              | RS250         | JPN NS | USA -  | ESP 9  | NAT NS | GER NS | AUT 9  | YUG NS | NED 7  | BEL 2  | FRA 7  | GBR 11 | SWE 17 | CZE NS | HUN 13 | AUS 7  | 66     | 12      |
| 1991 | 500 cm³ | Lucky Strike-Suzuki  | Suzuki RGV500 | JPN 14 | AUS 10 | USA 10 | ESP 8  | ITA NS | GER 6  | AUT 8  | EUR 10 | NED 5  | FRA 7  | GBR 8  | RSM 8  | CZE 7  | VDM 8  | MAL 8  | 105    | 8       |